# Hooglede

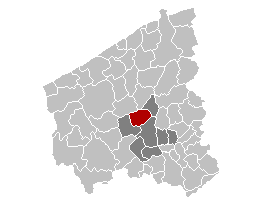
Hooglede.

Hooglede es un municipio de la región de Flandes, en la provincia de Flandes Occidental, Bélgica. A comienzos de 2018 contaba con una población total de 9.950 personas. 

## Geografía
Se encuentra ubicada al oeste del país, al norte de Roeselare.
La extensión del término es de 37,84 km², con una densidad de población de 260 habitantes por km².

### Secciones del municipio
El municipio comprende los antiguos municipios, que se fusionaron en 1977:
| - Hooglede - Gits |

## Demografía

### Evolución
Todos los datos históricos relativos al actual municipio, el siguiente gráfico refleja su evolución demográfica, incluyendo municipios después de efectuada la fusión el 1 de enero de 1977.
| Gráfica de evolución demográfica de Hooglede entre 1846 y 2020 |
|                                                                |

## Deportes
En 2007 el campeonato Mundial de Ciclocrós tuvo lugar en esta commune